# 刘氏家庙
刘氏家庙，位于中国广东省广州市天河区林和街道广州大道北大洲地2号，1989年12月被列为广州市文物保护单位，2008年11月被列为广东省文物保护单位。现已辟为广州市天河区博物馆。
刘氏家庙建于1900年。